# Eupompos
Eupompos (grekiska Εὔπομπος) var en antik grekisk målare från Sikyon, verksam omkring 400-380 f.Kr.
Eupompos var Pamfilos lärare och stiftade den sikyonska målarskolan, vilken liksom Polykleitos inom skulpturen i synnerhet lade vikt på en vetenskapligt grundad konstuppfattning.